# ويليس كارير
ويليس هافيلاند كارير (26 نوفمبر 1876 - 7 أكتوبر 1950) (بالإنجليزية: Willis Haviland Carrier)‏، هو مهندس ومخترع، ويعرف بأنه الرجل الذي قام باختراع تكييف الهواء الحديث، فقد اخترع أول وحدة تكييف هواء كهربائية في العام 1902. وفي العام 1915 قام بتأسيس شركة كاريير (بالإنجليزية: Carrier Corporation)‏، وهي شركة متخصصة في تصنيع وتوزيع أنظمة التدفئة والتهوية وتكييف الهواء.

## اختراعاته
طور كارير طريقة لقياس قدرة أنظمة التدفئة، وعين مديرًا لقسم هندسة الاختبارات في الشركة. وبعمر 25، اخترع أول اختراعاته المهمة، وهو نظام لضبط الحرارة والرطوبة في شركة (Sackett-Wilhelms) للطباعة والنشر في بروكلين. كانت الشركة غير قادرة على طباعة أحد الألوان بشكل جيد في ذلك الوقت بسبب تأثير الحرارة والرطوبة على الورق والحبر. استلم كارير عام 1906 براءة اختراع لهذه الطريقة. واستمر في العمل في مجالات التبريد الأخرى.

## عمله ومهنته
في بوفالو نيويورك وفي 17 يوليو 1902، استجاب كاريير لمشكلة جودة الهواء التي واجهتها شركة ساكيت ويلهيلمز (Sackett-Wilhelms Lithographing) للطباعة الحجرية والنشر في بروكلين، قدم كاريير رسومات لما أصبح معروفًا بأنه أول نظام تكييف هواء حديث في العالم. تعتبر سنة 1902 هي سنة ولادة أجهزة التكييف الحديثة بسبب إضافة خاصية التحكم في الرطوبة، مما أدى إلى اعتراف السلطات في هذا المجال بأن مكيف الهواء يجب أن يؤدي أربع وظائف أساسية:
- التحكم في درجة الحرارة
- السيطرة على الرطوبة
- السيطرة على دوران الهواء والتهوية
- تطهير الهواء

بعد عدة سنوات أخرى من التحسين والاختبار الميداني وفي 2 يناير 1906، منحت الولايات المتحدة الأمريكية كاريير براءة الاختراع رقم 808897 لجهاز معالجة الهواء، وهو أول معدات تكييف الهواء من نوع الرش في العالم. تم تصميمه لترطيب أو إزالة الرطوبة من الهواء.
وفي عام 1906 اكتشف كاريير أن «الانحدار المستمر لنقطة الندى يوفر رطوبة نسبية ثابتة تقريبًا»، والتي أصبحت معروفة فيما بعد بين مهندسي تكييف الهواء باسم «قانون الانحدار الثابت لنقطة الندى». بناءً على هذا الاكتشاف أعتمد كارييرعلى تصميم نظام التحكم التلقائي، وقدم دعوى براءة اختراع للتصميم في 17 مايو 1907. ثم تم إصدار براءة الاختراع الأمريكية رقم 1085971 في 3 فبراير 1914.
في 3 ديسمبر 1911، قدم كاريير ما يعتبره أهم وثيقة تم إعدادها على الإطلاق حول تكييف الهواء في الاجتماع السنوي للجمعية الأمريكية للمهندسين الميكانيكيين. ربطت هذه الوثيقة بين مفاهيم الرطوبة النسبية والرطوبة المطلقة ودرجة حرارة نقطة الندى، مما يجعل من الممكن تصميم أنظمة تكييف الهواء لتناسب المتطلبات بدقة.

## تأسيس الشركة
أبطأ الكساد الاقتصادي 1930 الاستخدام السكني والتجاري لمكيف الهواء. لقد أعطى الكوخ القطبي الذي عرضه كارير في المعرض العالمي في عام 1939 فكرة عن مستقبل تكييف الهواء، ولكنه قبل أن يصبح شعبيًا، بدأت الحرب العالمية الثانية.
نقل كارير شركته إلى نيويورك في عام 1930، وأصبحت شركته واحدة من أكبر أرباب المهنة في قلب نيويورك. وفي عام 1930 بدأ أعماله في كوريا الجنوبية وفي اليابان بافتتاحه شركة تطبيقات تويو كارير وسامسونج (Toyo Carrier and Samsung Applications). كوريا الجنوبية الآن هي أكبر أسواق مكيفات الهواء في العالم. ولقد كانت هذه الشركة رائدة في مجال تبريد المساحات الكبيرة. وقد كان تكييف الهواء ثورة في الحياة الأمريكية وخصوصًا بعد زيادة الإنتاج الصناعي في أشهر الصيف. وإدخال تكييف الهواء السكني في عام 1920 ساعد على بداية هجرة كبيرة نحو المناطق الحارة. في عام 2000 باعت شركة كارير أكثر من 8 مليارات دولار ووظفت 45000 موظف.

## حياة شخصية
دفن كل من كارير وزوجاته الثلاثة (كلير سيمور، والتي توفيت سنة 1912؛ جيني مارتن، والتي توفيت سنة 1939؛ اليزابيث مارش وايز، والتي توفيت سنة 1964) في مقبرة فورست لون في بوفالو، نيويورك. لقد انجب 3 اولاد وانتمى ويليس كارير إلى الكنيسة المشيخية والحزب الجمهوري.

## وصلات خارجية
- ويليس كارير على موقع الموسوعة البريطانية (الإنجليزية)
- ويليس كارير على موقع إن إن دي بي (الإنجليزية)
- ويليس كارير، «الأب» لتكييف الهواء